# Ilmarë
Ilmarë, of Varda I, volledige naam 174567 Varda I Ilmarë, is de enige bekende natuurlijke satelliet van het Kuipergordelobject en mogelijke dwergplaneet 174567 Varda. Hij werd in 2009 ontdekt door Keith Noll et al, op een afstand van ongeveer 0,12 boogseconden, aan de hand van ontdekkingsbeelden die op 26 april 2009 door de Hubble-ruimtetelescoop werden gemaakt, en in 2011 gerapporteerd. Met een diameter van ongeveer 326 km (ongeveer 45% van die van zijn primaire object) is Ilmarë de vierde of vijfde maan van een transneptunisch object, na Pluto I Charon, Eris I Dysnomia, Orcus I Vanth en heel misschien Haumea I Hiʻiaka. Aangenomen dat Ilmarë hetzelfde albedo en dezelfde dichtheid heeft als Varda, dan zou Ilmarë ongeveer 8,4% van de massa van het stelsel uitmaken, ongeveer 2,2×1019 kg.

## Naam
De namen voor Varda en haar maan werden bekendgemaakt op 16 januari 2014. Ilmarë is een opperhoofd van de Maiar en dienstmaagd van Varda, de koningin van de Valar, schepper van de sterren, en belangrijkste godin van de elfen in de fictieve mythologie van J. R. R. Tolkien.

## Kenmerken
Ilmarë en Varda zijn nauw met elkaar verbonden, met een scheiding van ongeveer 13 Varda-stralen, en een dientengevolge laag impulsmoment. Samen met de hoge inclinatie van Varda's baan, zijn ze op deze manier vergelijkbaar met de Orcus-Vanth en Salacia-Actaea systemen. Vanaf 2015 zijn er twee gespiegelde baanoplossingen mogelijk met licht verschillende baanparameters. De berekende excentriciteit is niet in overeenstemming met de waarschijnlijke leeftijd van het systeem, wat suggereert dat het om een onechte excentriciteit zou kunnen gaan, maar de verwachte leeftijd wordt ook tegengesproken door suggesties dat Varda mogelijk niet tidaal vergrendeld is.
Als Ilmarë en Varda hetzelfde albedo hebben, dan zou Ilmarë een straal van 163+19–17 km in radius zijn, of ongeveer 8,4% van het volume van Valda. Als de twee hemellichamen ook dezelfde dichtheid hebben, dan zou Ilmarë ongeveer 8,4% van de systeemmassa van (2,664±0,064)×1020 kg hebben. Als het albedo van Varda echter 50% groter is dan dat van Ilmarë, dan zou Ilmarë een straal hebben van 191+22–21 km hebben en zou de bulkdichtheid van het systeem 1,31+0,52-0,36 g/cm³. Als Ilmarë een 50% groter albedo heeft, dan zou zijn straal 137+16–15 km en zou de bulkdichtheid 1,18+0,47-0,33 g/cm³. Omdat de absolute magnituden van de twee hemellichamen bij verschillende golflengten ongeveer gelijk zijn, is het niet waarschijnlijk dat hun albedo's veel verschillen, dus Ilmarë zal waarschijnlijk in deze grootte-rage zitten.